# René Pitter
René Pitter (* 8. Juli 1989 in Bruck an der Mur) ist ein ehemaliger österreichischer Fußballspieler auf der Position eines Mittelfeldspielers auf der rechten Außenbahn. Seit 2007 spielt er für die Kapfenberger SV in der österreichischen Bundesliga.

## Karriere
Pitter begann seine Karriere als aktiver Fußballspieler in seinem Heimatort Veitsch beim dort ansässigen FC Veitsch. Nachdem er mehrere Jugendmannschaften durchspielte, wurde er zweimal in die Jugendmannschaft der Kapfenberger SV verliehen. Juli 2005 kam er ins Nachwuchsmodell der Stadt Kapfenberg. Im Jänner 2006 wurde Pitter in den Kader der zweiten Mannschaft der Kapfenberger SV aufgenommen. Seit Juni 2007 steht er auch im Kader der Profimannschaft. Trotzdem kam er schon einige Zeit vorher zu seinem ersten Profieinsatz. Sein Debüt in der zweitklassigen Ersten Liga gab er am 26. Mai 2006 beim 2:4-Auswärtssieg über den FC Kärnten. Pitter kam in der 84. Spielminute für Philipp Seebacher ins Spiel. In der Saison 2007/08 wurde er mit der Mannschaft Meister der Red Zac-Ersten Liga, nachdem er für das Team in 25 Partien der zweiten Klasse zum Einsatz kam.
Am 20. März 2009 gab Pitter sein Debüt in der österreichischen Bundesliga, als er beim 4:1-Heimsieg über LASK Linz von Beginn an auf dem Platz stand und in der 64. Minute für Boris Hüttenbrenner ausgewechselt wurde. Seinen ersten Treffer als Profifußballspieler erzielte er bei seinem ersten Spiel in der Saison 2009/10 in der zweiten Runde beim 3:2-Heimsieg über den SK Austria Kärnten, als er in der 23. Spielminute nach Vorlage von Markus Felfernig mittels Kopfball die Kapfenberger mit 1:0 in Führung brachte. Bis dato  absolvierte er 29 Spiele für seinen Verein.
Am 5. August 2009 zog sich Pitter während eines Trainings eine schwere Knieverletzung zu. Bei einem Schuss verdrehte er sich das rechte Knie so stark, dass eine Narbe, die er im Jahre 2005 aufgrund einer Kreuzbandverletzung davongetragen hatte, wieder aufriss. Weiters zog er sich einen Seitenbandeinriss sowie einen Riss in der Kniescheibenaufhängung zu. Pitter wurde noch in derselben Woche in Graz operiert und musste danach sechs Monate pausieren. Erst am 20. Februar 2010 gab er beim 1:1-Heimremis über die SV Ried sein Comeback im Kapfenberger Profiteam, als er die komplette zweite Halbzeit seinen Teamkollegen Patrik Siegl ersetzte.
In der Saison 2010/11 spielte Rene Pitter durch seine Verletzung nur sechsmal für die Bundesligamannschaft des SV Kapfenberg. Pitter absolvierte 23 Spiele für die KSV Amateure und erzielte dabei 6 Tore.
Pitter stand in der Saison 2011/12 insgesamt 20-mal in der Startelf der Falken.
Unter seinem neuen Trainer Thomas von Heesen ist Pitter als rechter Verteidiger gesetzt.
Insgesamt brachte es Pitter bis dato auf 60 Einsätze für den SV Kapfenberg, davon 35 in der Bundesliga.
Auf Grund seiner Verletzung zu Saisonbeginn spielte er vor seinem Bundesligacomeback auch einige Spiele für die KSV Amateure u. a. im Steirer Cup, welchen die Jungfalken später gewinnen konnten.

## Erfolge
- 2× Steirischer Hallenmeister
- 1× Steirischer Landesligameister: 2010/11 (Mit den KSV Amateuren)
- 1× Steirischer Schülerligameister: 2004
- 1× Österreichischer Zweitligameister: 2007/08 (Erste Liga)
- 1× Steirer Cup Sieger: 2011/12